# 王小鹰
王小鹰（1947年11月12日—），女，浙江鄞县人，生于江苏射阳，中国作家，《萌芽》月刊原编辑，中国作家协会名誉委员。代表作有中篇小说《一路风尘》、《丹青引》等。

## 家庭
父亲芦芒。丈夫王毅捷。